# Lauchenkopf
Le Lauchenkopf ou tête de la Lauch est un sommet du massif des Vosges culminant à 1 314 mètres d'altitude, au nord du Markstein.

## Toponymie
Cette chaume sommitale est nommée dans les archives haut-rhinoises Inlochen en 1496 et Lauchensluck en 1738. Le lac de la Lauch ou Lauchensee lui donne son nom, comme aujourd'hui en français.

## Géographie
Le Lauchenkopf est situé au nord-ouest du Breitfirst, sommet qui marque un décrochage vers le sud de la ligne de crête haut-rhinoise initiée entre le Rainkopf et Rothenbachkopf, et prolongée au sud-ouest par le Batteriekopf, puis au sud-ouest par le Schweisel, le Hundskopf jusqu'au col du Hahnenbrunnen. Après avoir gagné le Trehkopf, puis le Jungfrauenkopf à l'ouest, cette ligne de crête reprend sa direction sud-ouest du Marksteinkopf vers le Grand Ballon et le Sudelkopf.
Il initie une ligne de crête partant vers le nord jusqu'à l'ancien gazon du Schnepfenried culminant à 1 256 mètres d'altitude, ligne qui sépare les hautes vallées de Sondernach et de Mittlach respectivement à l'est et à l'ouest.
La Grande Fecht prend sa source sur le flanc ouest de ce massif de la Lauch (français) ou du Lauchen (alsacien).

## Histoire
Si la tête de la Lauch fait partie des anciennes chaumes et des anciens bois de la foresta méridionale du val de Munster, il doit son nom aux deux grandes chaumes de la haute vallée de la Lauch qui s'étendent sur le versant au soleil entre le Spitzkopf à 1 281 mètres d'altitude à l'est et le Breitfirst à 1 280 mètres à l'ouest, respectivement sous le col de Lauchen et le col d'Oberlauchen. Au nord du col d'Oberlauchen, soit à l'ouest du Lauchenkopf ou au nord du Klintzkopf, il n'y avait que très peu de chaumes limitées à des replats environnée de pentes herbeuses d'étendues modestes, l'essentiel était boisé. À l'est, au début de cette chaîne sommitale, les chaumes étaient bien plus vastes, et réunissaient d'un seul tenant celles d'Hahnenbrunnen à l'est du Lauchenkopf, du Saltzbach à l'ouest, et enfin du Nonselkopf au nord du Lauchenkopf.
Le sommet appartient au moins depuis l'époque carolingienne à l'abbaye de Munster, puis depuis le XIIIe siècle aux bourgeois du val de Munster. Il fait ainsi partie des chaumes et forêts concédées sous l'administration de la ville libre alsacienne de Munster, jusqu'au terme de l'Ancien Régime. Seul son versant méridional appartenait à l'abbaye de Murbach, en particulier la chaume et la forêt d'Oberlauchen surplombant le lac de la Lauch étaient gérées par le prieuré de Lauterbach.

## Randonnée
L'accès est exclusivement pédestre depuis une dérivation de la route des Crêtes vers le col du Platzerwasel, que suit d'ailleurs le sentier principal du Club vosgien.
Du sommet du Lauchenkopf qui, en partie déboisé, domine le lac de la Lauch au sud, le randonneur a un point de vue remarquable sur la partie sud du massif.